# 高苗京鈴
高苗 京鈴（たかなえ きょうりん、6月22日 - ）は、日本の漫画家、イラストレーター、ゲームの原画家、同人作家。女性。

## 経歴
幼少の頃、童話風のイラストや『らんま1/2』の絵を描くお絵描き少女として育つ。中学生の時友人から教えてもらった雑誌『ファンロード』を読み同人誌即売会を知り、程なく同人作家として活動する。デザイン系の専門学校卒業後OLをする傍らSNKの対戦格闘ゲーム『ザ・キング・オブ・ファイターズ』の同人誌を描いた所、出版社から声がかかり同作のアンソロジーコミックやパロディコミックを執筆するようになる。
その後OLを辞めプロデビューし、いくつかの成人向け漫画を執筆のち、『V.G.NEO』でアダルトゲームの原画家デビューした。また、『ご愁傷さま二ノ宮くん』でライトノベルの挿絵を担当するイラストレーターとしても活動、現在に至る。

## 画風
影響を受けた作家は高橋留美子、甘露樹、みつみ美里。高橋の絵を幼少の頃よく真似して描いていた。セガサターン版『Pia♥キャロットへようこそ!!2』で、甘露・みつみの描く訴えるようで表情を確定させない瞳や、繊細なデザインの一枚絵に影響を受ける。
自身で注意している点は立体感・質感を持たせること。
元気で素直な女の子の絵、セーラー服、プリーツのスカート、リボンが好み。

## 作品リスト

### 漫画
- 『そして、僕は恋をする。』 2002年1月初版発行、童夢舎〈ぴゅあコミック〉、ISBN 4-87693-794-X
  - 『そして、僕は恋をする。 改訂版』 2003年5月発売、大都社〈ダイトコミックス〉、ISBN 4-88653-770-7
- 『私立蘭丸学園』 2003年1月発売、コスミック出版〈キュン!コミックス〉、ISBN 4-7747-0507-1
  - 『蘭丸学園』 2006年3月発売、フロム出版〈ベルコミックス〉、ISBN 4-89447-180-9
- 『夜と月と猫の寓話』 2005年2月発売、蒼竜社〈プラザCOMICS〉、ISBN 4-88386-252-6

### イラスト・挿絵
- 『ご愁傷さま二ノ宮くん』 （2004年 - 2009年、著：鈴木大輔、富士見ファンタジア文庫、全10巻+短編7巻）
- 『秘密商会しすあど!』 （2004年、著：しすあど!製作会、ローカス、全1巻）
- 『初体験にオススメな彼女』 （2011年 - 2013年、著：あさのハジメ、MF文庫J、全6巻）
- 『異世界に転移したら、美少女皇女と結婚して皇帝になったので、のんびりハーレム生活を楽しみます』 （2024年 - 、著：軽井広、ブレイブ文庫、既刊1巻）

### トレーディングカードゲームイラスト
- 『バトルスピリッツ』 （バンダイ）

### アニメエンドカードイラスト
- 『IS 〈インフィニット・ストラトス〉2』 （第7話 応援イラスト、2013年）
- 『翠星のガルガンティア』 （再放送版 第4話）

### アダルトゲーム原画
- 『V.G.NEO』 （2003年12月発売、戯画）
- 『angel breath』 （2006年2月24日発売、戯画）
- 『キスと魔王と紅茶』 （2009年10月30日発売、ま〜まれぇど）
- 『俺の彼女はヒトでなし』 （2010年12月24日発売、ホエール）
- 『なないろ航路』 （2010年11月26日発売、Journey、サブ原画）
- 『向日葵の教会と長い夏休み』 （2013年3月29日発売、枕）
- 『ゆめいろアルエット!』 （2013年4月26日発売、mana）
- 『俺の幼馴染みが恋愛レッスンを所望している』 （2014年9月7日発売、petitplant）
- 『春音アリス*グラム』 （2017年6月30日発売、NanaWind）
- 『白恋サクラ*グラム』 （2019年3月29日発売、NanaWind）
- 『春音アリス*グラム Wパッケージ』 （2020年11月27日発売、NanaWind）[2]

### 画集
- 『二ノ宮くん画集 高苗京鈴-WORKS』 （2008年7月18日発売[3]、富士見書房、ISBN 978-4-8291-7669-6）

## 同人活動
『高苗床』（たかなえどこ）という同人サークルを主宰している。